# Рагби клуб Клермон Оверња
Клермон (енгл. Association Sportive Montferrandaise Clermont Auvergne) је француски рагби јунион клуб који се тамичи у Топ 14. Боје Клермона су плава и жута, а капитен екипе је Демијен Чоли. Клермон је два пута играо финале купа европских шампиона, два пута је освајао куп европских изазивача и једном је био шампион Француске. Међу познатим рагбистима који су играли за Клермон убрајају се Брајан Ештон, Филип Сеинт-Ендре, Ситивени Сививату, Џон Смит, Маријус Жуберт, Стефен Џонс...
- Куп европских шампиона у рагбију

- Финалиста (2) : 2013, 2015.

- Куп европских изазивача у рагбију

- Освајач (2) : 1999, 2007.
- Финалиста (1) : 2004.

- Топ 14

- Шампион (1) : 2010.

Први тим
Бенџамин Кајзер
Иракли Натијашвили
Џон Улугиа
Рафаел Чауме
Винсент Дебати
Томас Доминго
Данијел Коце
Клемент Рик
Џејми Кудмор
Себастијан Вахамахина
Флип ван дер Мерве
Жулијен Барди
Виктор Колеишвили
Пецели Јато
Демијен Чоли
Фриц Ли
Морган Пара
Лудовик Радосављевић
Брок Џејмс
Камиле Лопез
Џонатан Дејвис
Весли Фофана
Аурелиен Ружери
Бенсон Стенли
Хозеа Гер
Дејвид Стритл
Ник Абенданон
Скот Спединг